# Binnenfahrgastschiff (BiFa) Typ III
Als Binnenfahrgastschiff (BiFa) Typ III wird eine Typserie von Tagesausflugsschiffen des VEB Yachtwerft Berlin bezeichnet. Die Fahrgastschiffe wurden von 1976 bis 1988 gebaut.

## Allgemeines
Die Schiffe haben einen dieselmechanischen Antrieb. Als originale Motorisierung kam ein Schiffsdieselmotor des Dieselmotorenwerks Schönebeck mit der Motorbezeichnung 6 VD 14,5/12-1 SRW nach den Technischen Normen, Gütevorschriften und Lieferbedingungen 21615 der damaligen DDR für 6 Zylinder Viertakt Diesel, 14,5 cm Kolbenhub, 12 cm Zylinderbohrung, Baureihe 1, stehend, Reihe, Wasserkühlung zum Einsatz.
Durch nachträgliche Umbauten, besonders im Bereich der Motorisierung und der Passagiereinrichtung, können diese Angaben variieren.

## Die Schiffe

### Bauwerft VEB Yachtwerft Berlin
| Nr. | Heutiger Name            | Bauname / ex. Namen                               | Bild                          | L/B/T                     | Pers.                       | Baujahr | Bemerkungen | Nachweis ENI                       |
| --- | ------------------------ | ------------------------------------------------- | ----------------------------- | ------------------------- | --------------------------- | ------- | --- | ---------------------------------- |
| 1   | Stadt Malchow            | Bussard                                           |                               | 28,70 m / 5,10 m / 0,90 m | 82                          | 1977    | | 05602520                           |
| 2   | Pöhl                     | Pöhl                                              | weitere Bilder                | 28,50 m / 5,10 m / 0,90 m | 124                         | 1977    | eingesetzt auf der Talsperre Pöhl | 04113000                           |
| 3   | Storkow                  | Max Behnke                                        |                               | 28,50 m / 5,10 m / 0,90 m | 124                         | 1977    | | 05610780                           |
| 4   | Seelust                  | Glück Auf / Fürstenberg                           |                               | 28,50 m / 5,10 m / 0,90 m | 164                         | 1977    | 1977 bis 1994 als Glück Auf auf dem Senftenberger See | 05612750                           |
| 5   | Bismarckhöhe             | Pillnitz / Kasper Ohm / Dessau–Roßlau             | weitere Bilder                | 28,44 m / 5,09 m / 0,93 m | 126                         | 1977    | - 1977 Pillnitz - 1990 Pillnitz - 1996 Kasper Ohm - 2011 Dessau-Roßlau - 2013 Bismarckhöhe | 05115620 Wikidata                  |
| 6   | Klára                    | Nedlitz                                           | weitere Bilder                | 28,50 m / 5,10 m / 0,90 m | 116                         | 1978    | - als Nedlitz in Berlin als Teil der Weissen Flotte Potsdam - ab 2003 als Klára auf der Moldau in Prag für Aquavia S.R.O. | 32104295                           |
| 7   | Habicht                  | Habicht                                           | weitere Bilder                | 28,77 m / 5,10 m / 0,90 m | 149                         | 1978    | Stern und Kreisschiffahrt in Berlin | 05604030                           |
| 8   | Valencia                 | Saalburg                                          | weitere Bilder                | 36,97 m / 5,42 m / 0,90 m | 164                         | 1978    | als Valencia auf der Moldau in Prag für Evropská vodní doprava | 32107423                           |
| 9   | Spree                    | Vidin                                             | weitere Bilder                | 28,47 m / 5,10 m / 0,80 m | 144                         | 1978    | - in Schwerin bis 2001 eingesetzt - seit 2001 als Spree für Reederei Kutzker in Berlin eingesetzt | 05113410                           |
| 10  | Weissenfels              | Weissenfels                                       |                               | 28,50 m / 5,10 m / 0,90 m | 154                         | 1978    | | 05114620                           |
| 11  | Remus                    | Remus                                             | weitere Bilder                | 28,50 m / 5,10 m / 0,90 m | 154                         | 1978    | | 05611150                           |
| 12  | Loreley                  | Sperber                                           |                               | 28,50 m / 5,10 m / 0,90 m | 154                         | 1979    | | 05604050                           |
| 13  | Mudder Schulten          | Mudder Schulten                                   | weitere Bilder                | 28,50 m / 5,10 m / 0,90 m | 121                         | 1979    | eingesetzt auf dem Tollensesee | keine bekannt                      |
| 14  | Warsteiner               | Bastei                                            |                               | 28,50 m / 5,10 m / 0,90 m | 155 / 40 Fahrradstellplätze | 1979    | | 05800780                           |
| 15  | Diensdorf                | Walter Kranewitz                                  | weitere Bilder                | 28,50 m / 5,10 m / 0,90 m | 142                         | 1979    | | 05610770                           |
| 16  | Patria                   | Peissnitz                                         | weitere Bilder                | 28,50 m / 5,10 m / 0,90 m | 124                         | 1979    | - eingesetzt als Peissnitz in Halle (Saale) der Reederei Riedel - seit 2016 eingesetzt als Patria in Krakau | 05609530                           |
| 17  | Plauen                   | Plauen                                            | weitere Bilder                | 28,50 m / 5,10 m / 0,90 m | 124                         | 1979    | eingesetzt auf der Talsperre Pöhl | 04113001                           |
| 18  | Milan                    | Milan                                             | weitere Bilder                | 28,77 m / 5,10 m / 0,90 m | 149                         | 1980    | eingesetzt für die Stern und Kreisschiffahrt | 05604040                           |
| 19  | Berlin                   | Berlin                                            |                               | 28,50 m / 5,10 m / 0,90 m | 152                         | 1979    | | 05113300                           |
| 20  | Sedina                   | Warnow / Rostocker Greif / Lutherstadt Wittenberg |                               | 28,50 m / 5,19 m / 0,90 m | 140                         | 1980    | | 05112790                           |
| 21  | Hohenwarte               | Hohenwarte                                        | weitere Bilder                | 28,50 m / 5,10 m / 0,90 m | 144                         | 1980    | eingesetzt auf dem Hohenwarte-Stausee | keine bekannt Wikidata             |
| 22  | Havel                    | Friedensgrenze, Fürstenberg Oder, Adler           | weitere Bilder                | 28,47 m / 5,10 m / 0,90 m | 124                         | 1980    | - 1980 als Friedensgrenze für VE Kombinat Kraftverkehr Frankfurt/Oder, eingesetzt im Bereich Eisenhüttenstadt/Frankfurt/O. - ab 1991 als Fürstenberg/O für Brandenburg-Preußische-Schiffahrtsgesellschaft mbH, 1996 in Konkurs, - Ab 1. April 1997 von Rita und Wolfgang Herzog gepachtet, Fahrgastschiffahrt Herzog In Eisenhüttenstadt. Einsatz auf Oder, Oder-Spree-Kanal und Warthe. 2008 zum Verkauf. - ab 2008 als Adler für Reederei Wiedenhöft, Werbellinsee - seit dem 1. Januar 2010 eingesetzt auf Spree und Dahme südöstlich von Berlin als Havel für Reederei Kutzker | 05612380                           |
| 23  | Kriebstein               | Kriebstein                                        | weitere Bilder                | 28,50 m / 5,10 m / 0,90 m | 154                         | 1980    | eingesetzt auf der Talsperre Kriebstein | keine bekannt Wikidata             |
| 24  | Labe                     | Breitling                                         | weitere Bilder                | 28,50 m / 5,10 m / 0,90 m | 125                         | 1981    | als Labe auf der Moldau in Prag | 05112740                           |
| 25  | Weihe                    | Weihe                                             | weitere Bilder                | 28,50 m / 5,10 m / 0,90 m | 149                         | 1981    | Stern und Kreisschiffahrt | 5602590                            |
| 26  | Barnimer Land            | Lilienstein                                       | weitere Bilder                | 28,47 m / 5,10 m / 0,90 m | 124                         | 1981    | Eingesetzt als Lilienstein auf der Elbe für die Weisse Flotte Dresden für Fahrten in die Sächsische Schweiz. Seit 1992 Eigentum der Sächsischen Dampfschiffahrts GmbH & Co. Conti Elbschiffahrts KG. Zwischen 1995 und 1999 Einsatz zwischen Wehlen, Schmilka, Königstein. 1999/2000 modernisiert, Umbau zum Charterschiff, 2008 Einbau einer neuen Hauptmaschine. Seit 2017 als Barnimer Land ab Oderberg im Biosphärenreservat Schorfheide-Chorin und im Nationalpark Unteres Odertal für die Fahrgastschifffahrt Oderberg                                                       | 05502300                           |
| 27  | Fürstenwalde             | Fürstenwalde                                      | weitere Bilder                | 28,50 m / 5,10 m / 0,90 m | 124                         | 1982    | eingesetzt als Fürstenwalde auf dem Scharmützelsee für die Bad Saarow Schifffahrts GmbH | 05610790                           |
| 28  | Santa Barbara            | Freundschaft / Schlaubetal                        | weitere Bilder                | 28,50 m / 5,10 m / 0,90 m | 90                          | 1982    | seit 1992 als Santa Barbara auf dem Senftenberger See ursprünglich durch Reederei Bothen später Reederei Löwa | keine bekannt                      |
| 29  | Gustav                   | Darss / Uckermark                                 | Werft Malz Januar 2023        | 28,50 m / 5,10 m / 0,90 m | 124                         | 1982    | als Gustav in Berlin eingesetzt für Hauptstadtfloß GmbH | 05612270                           |
| 30  | Hainichen                | Hainichen                                         |                               | 28,50 m / 5,10 m / 0,90 m | 154                         | 1982    | | keine bekannt                      |
| 31  | Möwe                     | Möwe                                              |                               | 28,70 m / 5,10 m / 0,90 m | 124                         | 1982    | | 05611160                           |
| 32  | Lex                      | Friedrichstadt / Schildhorn                       |                               | 28,50 m / 5,10 m / 0,90 m | 120                         | 1982    | Für das Hotel "Metropol" in Berlin als Friedrichstadt mit gehobener Ausstattung entworfen. Ab Mai 1992 als Schildhorn in Fahrt. Seit 2016 als Lex im Charterbetrieb überwiegend im Berliner Stadtgebiet im Einsatz. | 05603550                           |
| 33  | Königin Sophie Charlotte | Priborn                                           |                               | 28,50 m / 5,10 m / 0,90 m | 155                         | 1982    | | 05114150                           |
| 34  | Swantevit                | Recknitz                                          |                               | 28,70 m / 5,10 m / 0,90 m | 140                         | 1982    | | 05502350                           |
| 35  | Praha                    | Praha                                             |                               | 37,00 m / 5,10 m / 0,90 m | 90                          | 1983    | | 32101706                           |
| 36  | Hamburg                  | Pionýr                                            |                               | 37,00 m / 5,40 m / 0,90 m |                             | 1983    | | 32101705                           |
| 37  | Natal                    | Berounka                                          |                               | 37,00 m / 5,10 m / 0,90 m | 185                         | 1983    | | 32102141                           |
| 38  | Slapy                    | Slapy                                             |                               | 28,50 m / 5,10 m / 0,90 m | 124                         | 1983    | | 32102121                           |
| 39  | Bohemia                  | Ploučnice                                         |                               | 31,50 m / 5,10 m / 0,90 m | 164                         | 1983    | | 32103339                           |
| 40  | Král Jiří                | Kamenice                                          |                               | 32,50 m / 5,10 m / 0,90 m | 164                         | 1984    | | 32103612                           |
| 41  | Andante                  | Zemplín                                           |                               | 32,50 m / 5,40 m / 0,90 m | 160                         | 1984    | | 32102012                           |
| 42  | Lužnice                  | Lužnice                                           |                               | 32,50 m / 5,10 m / 0,90 m | 98                          | 1984    | | 32101623                           |
| 43  | Dr. Ernst Alban          | Dr. Ernst Alban                                   |                               | 32,50 m / 5,10 m / 0,90 m | 180                         | 1986    | | 05113650                           |
| 44  | Atlantida                | Michalovce                                        |                               | 32,50 m / 5,10 m / 0,90 m | 130                         | 1986    | | 32102013                           |
| 45  | Bellevue                 | Bellevue                                          |                               | 32,50 m / 5,10 m / 0,90 m | 162                         | 1986    | | 05611260                           |
| 46  | Belvedere                | Belvedere                                         |                               | 32,50 m / 5,10 m / 0,90 m | 162                         | 1986    | | 05607590                           |
| 47  | Donau                    | Tallinn                                           |                               | 32,50 m / 5,10 m / 0,90 m | 152                         | 1987    | | 05113420                           |
| 48  | Berolina                 | Berolina                                          |                               | 32,50 m / 5,10 m / 0,90 m | 200                         | 1987    | | Stern und Kreisschiffahrt 05604000 |
| 49  | Stadt Magdeburg          | Stadt Magdeburg                                   |                               | 32,06 m / 5,11 m / 0,90 m | 142                         | 1987    | | 05800790                           |
| 50  | Monbijou                 | Monbijou                                          |                               | 32,50 m / 5,10 m / 0,90 m | 200                         | 1987    | | Stern und Kreisschiffahrt 05604010 |
| 51  | Mecklenburg              | Alter Strom                                       |                               | 32,50 m / 5,10 m / 0,90 m | 190                         | 1987    | | 05113040                           |
| 52  | Stadt Röbel              | Uckerschwan                                       |                               | 32,50 m / 5,10 m / 0,90 m | 126                         | 1987    | | 04801060                           |
| 53  | Orava                    | Banská Bystrka                                    |                               | 32,50 m / 5,10 m / 0,90 m | 142                         | 1987    | | 33001208                           |
| 54  | Poseidon                 | Adam Trajan                                       |                               | 32,50 m / 5,40 m / 0,90 m | 146                         | 1987    | | 32101208                           |
| 55  | Mosel                    | Bad Schandau                                      | ex. Bad Schandau, jetzt Mosel | 32,50 m / 5,10 m / 0,90 m | 130                         | 1987    | | 05801690                           |
| 56  | Saalefee                 | Saalefee                                          |                               | 32,50 m / 5,10 m / 0,90 m | 142                         | 1987    | | 05803390                           |
| 57  | Porto                    | Domaša                                            |                               | 32,50 m / 5,10 m / 0,90 m | 146                         | 1988    | | 32101648                           |
| 58  | Calypso                  | Libuše                                            |                               | 32,50 m / 5,10 m / 0,90 m | 146                         | 1988    | | 32100081                           |

### Bauwerft Elbewerft Boizenburg
| Nr. | Heutiger Name | Bauname    | Bild           | L/B/T                     | Pers.     | Baujahr | Bemerkungen | Nachweis ENI      |
| --- | ------------- | ---------- | -------------- | ------------------------- | --------- | ------- | --- | ----------------- |
| 59  | Hamburg       | Boizenburg | weitere Bilder | 28,60 m / 5,10 m / 0,90 m | 144       | 1977    | Gebaut für die Weiße Flotte Schwerin. Die Wasserung per Kran erfolgte am 14. August 1977 bei der Werft in Boizenburg. Der Einsatz begann offiziell am 7. Oktober 1977. Nach der Wende umbenannt in Hamburg, Einsatz auf den Schweriner Gewässern. Seit 2023 weiter als Hamburg in Berlin, überwiegend auf der Spree in Fahrt. | 05113430          |
| 60  | Schwerin      | Schwerin   | weitere Bilder | 39,54 m / 5,10 m / 0,90 m | 124 / 232 | 1979    | Aus in der Werft in Köpenick vorgefertigten Platten wurde an der Roßlauer Schiffswerft der Rumpf des Schiffes zusammengeschweißt und per Ponton nach Boizenburg gebracht und weitergebaut. Am 3. August 1979 wurde das Schiff per Kran gewassert. Die offizielle Indienststellung war am 7. Oktober 1979. In der ehemaligen Werft in Köpenick wurde 1994 ein Mittelstück eingefügt und das Schiff von ursprünglich 28,50 Meter auf 39,54 Meter verlängert. Einsatz auf den Schweriner Gewässern. | 05113290 Wikidata |